# Verdad o mentira
Verdad o mentira fue un concurso de televisión, emitido por TVE entre 1982 y 1983.

## Mecánica
Un personaje famoso, presente en el plató, realiza seis afirmaciones sobre su vida privada, hobbies o en general cuestiones no conocidas por el público. El concursante debe averiguar si el personaje miente o dice la verdad. En caso de duda, el concursante tenía la posibilidad de emplear hasta dos comodines para responder (anecdóticamente, esto popularizó la frase "¿con comodín o sin comodín?" que solía utilizar el presentador para confirmar la seguridad de la respuesta del concursante).